# Campeonato Europeo de Piragüismo en Eslalon de 2009
El X Campeonato Europeo de Piragüismo en Eslalon se celebró en Nottingham (Reino Unido) entre el 28 y el 31 de mayo de 2009 bajo la organización de la Asociación Europea de Piragüismo (ECA) y la Unión Británica de Piragüismo.
Las competiciones se desarrollaron en el canal de piragüismo en eslalon acondicionado en el río Trent, al sur de la ciudad inglesa.

## Medallistas

### Masculino
| Evento                 | Oro | Plata | Bronce |
| ---------------------- | --- | --- | --- |
| K1 individual (31.05)  | Daniele Molmenti · Italia · 92,49 pts.                                                                                    | Boris Neveu Francia 92,93 pts.                                                                                      | Julien Billaut Francia 93,43 pts.                                                                                          |
| C1 individual (31.05)  | Michal Martikán · Eslovaquia · 95,66                                                                                      | Alexander Slafkovský · Eslovaquia · 96,26                                                                           | Jan Benzien · Alemania · 97,51                                                                                             |
| C2 individual (30.05)  | Pavol Hochschorner · Peter Hochschorner · Eslovaquia · 101,20                                                             | Damien Troquenet Mathieu Voyemant Francia 103,52                                                                    | Timothy Baillie Etienne Stott Reino Unido 104,37                                                                           |
| K1 por equipos (30.05) | Campbell Walsh Richard Hounslow Huw Swetnam Reino Unido 94,62                                                             | Alexander Grimm · Tim Maxeiner · Sebastian Schubert · Alemania · 94,70                                              | Fabien Lefèvre Boris Neveu Julien Billaut Francia 94,80                                                                    |
| C1 por equipos (30.05) | Stanislav Ježek · Tomáš Indruch · Jan Mašek · República Checa · 98,11                                                     | Tony Estanguet Denis Gargaud-Chanut Nicolas Peschier Francia 98,52                                                  | Sideris Tasiadis · Jan Benzien · Nico Bettge · Alemania · 99,10                                                            |
| C2 por equipos (30.05) | República Checa · Jaroslav Volf / Ondřej Štěpánek · Marek Jiras / Tomáš Máder · Jaroslav Pospíšil / David Mrůzek · 111,22 | Reino Unido Timothy Baillie / Etienne Stott David Florence / Richard Hounslow Daniel Goddard / Colin Radmore 112,17 | Polonia · Marcin Pochwała / Piotr Szczepański · Patryk Brzeziński / Dariusz Chlebek · Grzegorz Wójs / Paweł Sarna · 118,30 |

### Femenino
| Evento                 | Oro                                                                | Plata                                                                     | Bronce                                                                      |
| ---------------------- | ------------------------------------------------------------------ | ------------------------------------------------------------------------- | --------------------------------------------------------------------------- |
| K1 individual (30.05)  | Elena Kaliská · Eslovaquia · 104,24 pts.                           | Émilie Fer Francia 105,60 s                                               | Mathilde Pichery Francia 107,56 pts.                                        |
| K1 por equipos (30.05) | Elizabeth Neave Louise Donington Laura Blakeman Reino Unido 108,63 | Elena Kaliská · Jana Dukátová · Gabriela Stacherová · Eslovaquia · 110,46 | Jennifer Bongardt · Melanie Pfeifer · Jasmin Schornberg · Alemania · 113,43 |

## Medallero
| Núm. | País            | Oro | Plata | Bronce | Total |
| ---- | --------------- | --- | ----- | ------ | ----- |
| 1    | Eslovaquia      | 3   | 2     | 0      | 5     |
| 2    | Reino Unido     | 2   | 1     | 1      | 4     |
| 3    | República Checa | 2   | 0     | 0      | 2     |
| 4    | Italia          | 1   | 0     | 0      | 1     |
| 5    | Francia         | 0   | 4     | 3      | 7     |
| 6    | Alemania        | 0   | 1     | 3      | 4     |
| 7    | Polonia         | 0   | 0     | 1      | 1     |
|      | TOTAL           | 8   | 8     | 8      | 24    |